# Токурікі Томікічіро
Токурікі Томікічірō (徳力 富吉郎, 22 березня 1902 — 1 липня 2000) — японський художник та ксилограф, представник рухів шін-ханґа та сосаку-ханґа.
Народився у Кіото в родині митців, нащадків Кано Сансецу. З 1920 по 1923 роки навчався в Кіотському університеті мистецтв, звідки випустився з відзнакою. Також в різні роки навчався у Цучіда Бакусен та Ямамото Шункьо.
У результаті Великого кантоського землетрусу багато митців з Токіо перебралися в Кіото. У ці роки Токурікі заводить дружбу з Ун'їчі Хірацука, одним з провідних митців руху сосаку-ханґа. Саме після цієї зустрічі Токурікі почав займатися ксилографією.
У 1929 році разом з Асада Бенджі (麻田 弁自) та Асано Такеджі (浅野竹二) заснував асоціацію для митців сосаку-ханґа, а в 1932 році почав випускати газету з Тайшю Ханґа (大衆版画). Допомагав публікувати роботи своїх друзів.
Після Другої світової війни відкрив власну студію і приймав учнів.
За свої досягнення, Токурікі отримав Орден Священного скарбу (4-го класу) та Нагороду за культурі заслуги міста Кіото.

## Відомі роботи
- «Кофуку-джі в Нара» (奈良興福寺, 1930)
- «Кіотська майко» (京舞妓, 1930)
- «Шість відомих краєвидів Кіото» (京都名所六景, 1930)
- «Квітка платикодону» (創作版画花尽, 1931)
- «Мібу Кьоґен» (壬生狂言, 1933)
- "Пізня ніч в Ґіоні'' (祇園町の夜更, 1933)